# Neuweltliche Zwerghörnchen
Die Neuweltlichen Zwerghörnchen (Microsciurus) sind eine Gattung von Baumhörnchen des tropischen Süd- und Mittelamerikas.

## Merkmale
Mit einer Kopfrumpflänge von 15 cm und einer Schwanzlänge von 12 cm sind die Zwerghörnchen nicht so winzig, wie der Name vermuten ließe; sie sind nur wenig kleiner als ein Eichhörnchen. Wesentlich kleiner ist das Neuweltliche Kleinsthörnchen. Zwerghörnchen sind oberseits grau oder braun und unterseits weißlich gefärbt.
| 1 | · | 0 | · | 2–1 | · | 3 | = 20–22 |
| 1 | · | 0 | · | 1   | · | 3 | = 20–22 |

Die Arten der Gattung besitzen im Oberkiefer pro Hälfte einen zu einem Nagezahn ausgebildeten Schneidezahn (Incisivus), dem eine Zahnlücke (Diastema) folgt. Hierauf folgen einer oder zwei Prämolare und drei Molare. Im Unterkiefer besitzen die Tiere dagegen immer nur einen Prämolar. Insgesamt verfügen die Tiere damit über ein Gebiss aus 20 bis 22 Zähnen. Der zweite Prämolar (PM3) fehlt vor allem bei einzelnen Populationen der Amazonischen Zwerghörnchen (Microsciurus flaviventer), bei den anderen Arten ist er sehr klein ausgebildet.

## Lebensweise
Alle Zwerghörnchen dieser Gattung sind Bewohner tropischer Regenwälder. Keine der Arten gilt als gefährdet. Dass sie kaum bekannt sind und so selten gesehen werden, liegt vielmehr an ihrer verborgenen und scheuen Lebensweise. Nach den bisherigen Erkenntnissen ist die Lebensweise jener der tropischen Eichhörnchen-Arten nicht unähnlich.

## Systematik
Die Neuweltlichen Zwerghörnchen werden als eigenständige Gattung innerhalb der Baumhörnchen (Sciurini) eingeordnet. Die wissenschaftliche Erstbeschreibung stammt von Joel Asaph Allen aus dem Jahr 1895, der Microsciurus als Untergattung von Sciurus auf der Basis des in der gleichen Veröffentlichung ebenfalls beschriebenen Zentralamerikanischen Zwerghörnchens (Microsciurus alfari) in der Zeitschrift Bulletin of the American Museum of Natural History beschrieb.
Man unterscheidet vier Arten:
- Zentralamerikanisches Zwerghörnchen (Microsciurus alfari (Allen, 1895)), Costa Rica, Nicaragua, Panama, Nordkolumbien
- Amazonisches Zwerghörnchen (Microsciurus flaviventer (Gray, 1867)), westliches Amazonasbecken
- Westliches Zwerghörnchen (Microsciurus mimulus (Thomas, 1898)), Ecuador, Kolumbien, Panama
- Santander-Zwerghörnchen (Microsciurus santanderensis (Hernández-Camacho, 1957)), Zentral-Kolumbien

## Belege
1. ↑  James L. Patton, Ulyses F. J. Pardiñas, Guillermo D’Elía: Mammals of South America, Volume 2: Rodents. University of Chicago Press, 2015; S. 24 ff. (Google Books)
2. ↑  Microsciurus. In: Don E. Wilson, DeeAnn M. Reeder (Hrsg.): Mammal Species of the World. A taxonomic and geographic Reference. 2 Bände. 3. Auflage. Johns Hopkins University Press, Baltimore MD 2005, ISBN 0-8018-8221-4.
3. ↑  J.A. Allen: Descriptions of new American mammals. Bulletin of the American Museum of Natural History 7, 1905; S. 332–333. (Volltext)
4. ↑  J.L. Koprowski, E.A. Goldstein, K.R. Bennett, C. Pereira Mendes: Genus Microsciurus. In: Don E. Wilson, T.E. Lacher, Jr., Russell A. Mittermeier (Hrsg.): Handbook of the Mammals of the World: Lagomorphs and Rodents 1. (HMW, Band 6) Lynx Edicions, Barcelona 2016, ISBN 978-84-941892-3-4, S. 756–757.
5. ↑  Microsciurus In: Richard W. Thorington Jr., John L. Koprowski, Michael A. Steele: Squirrels of the World. Johns Hopkins University Press, Baltimore MD 2012; S. 32 ff. ISBN 978-1-4214-0469-1